# Municipio de Otepää
El municipio de Otepää (estonio: Otepää vald) es un municipio estonio perteneciente al condado de Valga.

## Localidades (población año 2011)
- Ädu 74
- Arula 63
- Ilmjärve 30
- Kääriku 45
- Kähri 32
- Kassiratta 17
- Kastolatsi 46
- Kaurutootsi 26
- Keeni 285
- Kibena 30
- Koigu 21
- Kolli 50
- Komsi 70
- Kuigatsi 48
- Kurevere 71
- Lauküla 99
- Lossiküla 79
- Lutike 28
- Mäeküla 55
- Mägestiku 32
- Mägiste 24
- Mäha 29
- Makita 21
- Märdi 44
- Meegaste 44
- Miti 23
- Neeruti 63
- Nõuni 213
- Nüpli 112
- Otepää 1,953 c
- Päidla 103
- Pedajamäe 77
- Pilkuse 125
- Plika 27
- Põru 27
- Prange 14
- Pringi 37
- Pühajärve 165
- Puka 580 p
- Räbi 59
- Raudsepa 38
- Restu 63
- Risttee 36
- Ruuna 34
- Sangaste 245 p
- Sarapuu 45
- Sihva 317
- Tiidu 137
- Tõutsi 73
- Truuta 11
- Vaalu 36
- Vaardi 24
- Vana-Otepää 135
- Vidrike 77[1]

(p: pueblo; c: ciudad; el resto son aldeas).